# Cináed mac Conaing
Cináed mac Conaing (m. 851) fue Rey de Knowth en la provincia irlandesa medieval de Mide, sucediendo a su padre Conaing mac Flainn en 849.
La familia de Cináed  familiar pertenecía a la rama de Knowth, o Uí Chonaing, de los Síl nÁedo Sláine, de la casa Uí Néill del sur. La jefatura de la familia pertenecía a la dinastía rival de Clann Cholmáin cuyo jefe, Máel Sechnaill mac Máele Ruanaid, era Rey Supremo de Irlanda. Incluso dentro de los Síl nÁedo Sláine, Cináed y su familia tuvieron que hacer frente a Tigernach mac Fócartai, rey de Lagore.
En 850 Cináed se alió con los ejércitos Vikingos en el centro de Irlanda. Él y sus aliados, dicen los Anales de Ulster, "saquearon Uí Néill [del sur] del Shannon al mar que" quemando iglesias y poblaciones. Esto se interpreta como una rebelión contra Máel Sechnaill, pero el objetivo bien puede haber sido el rival local de Cináed, Tigernach cuyo crannog en Loch Gabhair fue incendiado, junto con la cercana iglesia de Trevet.
Al año siguiente, los anales registran que Cináed fue ejecutado traicioneramente por Máel Sechnaill y Tigernach, presumiblemente en una conferencia, ya que los anales añade que esto sucedió "a pesar de las garantías de los nobles de Irlanda, y del sucesor de Patricio [i.e. el abad de Armagh] en particular".
Cináed Estuvo fue sucedido por su hermano Flann. Según la saga material reflejada en los Anales fragmentarios de Irlanda, el rey vikingo Amlaíb se casó con una hija de Cináed, y mató a su hermano Auisle en una discusión sobre ella. Si esta mujer existió, y si lo hizo, si era la hija de este Cináed, o deCináed mac Ailpín, o de algún otro Cináed, es incierto.